# ヤング・ブリティッシュ・アーティスト
ヤング・ブリティッシュ・アーティスト（Young British Artists; YBAs）は、イギリスを中心に活動する1990年代当時若手のコンセプチュアルアーティスト、画家、彫刻家などの総称。ブリット・アーティスト（Brit artists）、ブリットアート（Britart）とも略される。「ヤング・ブリティッシュ・アーティスト」という名前は、1992年にロンドンのサーチ・ギャラリーで開催され出展作家たちを一躍有名にした同名の展覧会から取られている。主な美術家にはダミアン・ハーストやトレイシー・エミンがいる。
YBAsのアーティストの多くは、ゴールドスミス・カレッジ（ロンドン）などのアートスクール出身である。彼らはイースト・ロンドンのホクストンやショーディッチ地区など下町の倉庫街で活動し、不用品や動物などの素材を使い世間にショックを与えるような戦略をとった。このためメディアでは賛否両論であったが、1990年代の英国美術界は彼らが席巻した。

## フリーズ
YBAsの中核となる美術家たちは1988年に活動を開始した。彼らが美術学生だった当時、美術に対する政府などの公的な支援はまだなく（マーガレット・サッチャー政権下で削減されていた）、美術商もイギリスの若い美術家には関心を持たなかった。同年7月、ロンドン東部ドックランズのサリー商業ドックにあった港湾局の空いた建物（しばしば「倉庫」と紹介されるが、実際には港湾局の庁舎）を用い、16人のゴールドスミスカレッジの学生たちによる自主企画展覧会『フリーズ（Freeze）』が開催された。この展覧会の主たる企画者は、同大学の2年生だったダミアン・ハーストだった。この展覧会は、ロンドン・ドックランズ開発公社と、同時ドックランズの開発に関わっていたデベロッパーのオリンピア&ヨークが後援し、非常に質の高いカタログが用意されたが、この展覧会に当時のイギリスの画廊は関心を示さなかった。しかしゴーストスミスの講師でこれらの学生の教師であったマイケル・クレイグ＝マーティンはつてを使ってロンドンの美術界の影響力のある人物を呼ぼうとし、キュレーターのノーマン・ローゼンタールやニコラス・セロタらがこの展覧会を訪れた。また後にYBAsの支援者となったアートコレクターのチャールズ・サーチ（大手広告代理店サーチ・アンド・サーチの経営者で、サーチ・ギャラリーの所有者）はこの展覧会でハーストらを紹介されている。
これは画廊でも美術館でもない、安く使える倉庫跡などの「オルタナティブ・スペース」を使ったアーティスト企画型の展覧会の皮切りになり、倉庫を占拠してレイヴパーティーを行うなどといった当時のサブカルチャーとも結びついた。
ハーストのリーズ在住時代からの親友でハーストの最初の展示も手伝ったカール・フリードマンは、ビリー・セルマンとともに、1990年に2つの影響力のある展覧会、『モダン・メディスン（Modern Medicine）』と『ギャンブラー（Gambler）』を企画し、ロンドンのバーモンジーの空き工場、ビルディング・ワンで開催した。『モダン・メディスン』展にあたって、彼らはチャールズ・サーチほかイギリスの美術界の大物達から1,000ポンドの後援を集めることができた。ただ、多くの人が観覧したとはいえない状態だった。
サウス・ロンドンのシティ・レーシングなど、非営利のオルタナティブ・スペースは多くの若い美術家の最初の展覧会の場を提供した。またイースト・ロンドンのホクストンやショーディッチなどでは、ジョシュア・コムストンの所有するギャラリーがこれらの作家を育む活動を行った。1991年、公営の美術館サーペンタイン・ギャラリーが、ハーストの企画で新世代の美術家に関する最初の研究となる展覧会、『ブロークン・イングリッシュ（Broken English）』を開催した。そして1992年にはチャールズ・サーチが自らのギャラリーで『ヤング・ブリティッシュ・アーティスト』という題の展覧会を連続して開催した。その第1回はダミアン・ハースト、サラ・ルーカス、マーク・ウォーリンジャー、レイチェル・ホワイトリードが取り上げられた。
YBAsの第2の波は1992年から1993年にかけて、『ニュー・コンテンポラリーズ（New Contemporaries）』、『ニュー・ブリティッシュ・サマータイム（New British Summertime）』、『ミンキー・マンキー（Minky Manky）』などの展覧会から登場した。この中にはダグラス・ゴードン、トレイシー・エミン、クリスティン・ボーランド、フィオナ・バナー、タシタ・ディーン、ジョージナ・スター、ウィルソン・シスターズらがいる。
YBAsの作家の中には、リアム・ギリックやアンジェラ・ブロックなど社会実践と結びつけて活動をする作家もいた。ギリックは経済や労働などを批評するインスタレーションを制作している。

## サーチ効果
こうしたグループ展の若い作家たちに関心を持ったアートコレクターのチャールズ・サーチは『フリーズ』展や『ギャンブラー』展に訪れ、彼らの作品のコレクションを開始した。フリードマンは、自分の企画した『ギャンブラー』にサーチが緑色のロールスロイスで乗り付け、ハーストの動物を使った最初のインスタレーション、『サウザンド・イヤーズ』（大きなガラスケースの中に牛の頭が置かれ、腐敗して無数のハエやウジが群がっていた）の前で驚きのあまり口を開けたまま立っていた、と語っている。
1990年代に入り、経済の低迷や不動産不況で現代美術市場が値崩れし、多くのギャラリーが立ち行かなくなる冬の時代が訪れた。サーチはそれまではアンディー・ウォーホル、リチャード・セラ、アンゼルム・キーファー、ジグマー・ポルケ、ゲルハルト・リヒターなど既に名声を確立したアメリカやドイツの美術家の高額な作品ばかりを収集し自ら経営するサーチ・ギャラリーで展示していたが、この時期からイギリスの若く無名の美術家にコレクションを転換する。彼が以前持っていた米独の作家たちのコレクションを市場に放出したことは、これらの作家の相場が一時期下がるほどの影響を市場に与えたこともあり当時大きな話題になった。
サーチはロンドン北部のセント・ジョンズ・ウッドに大きな工場跡の建物を買って改装し、サーチ・ギャラリーを移転した。1992年からは展覧会シリーズ、『ヤング・ブリティッシュ・アーティスト』を行い、話題となった。この展覧会の名称から、同時期の若い美術家たちが「ヤング・ブリティッシュ・アーティスト」と呼ばれるようになる。サーチ・コレクションに作品が買い上げられたことにより、YBAsのアーティストたちは金銭的に潤ったばかりでなく、メディアの注目も集めることになった。サーチはすでに有名人であったが、その彼が高額の金を投じて反抗的な若者達の不快な作品群を買ったことは論争や嘲笑のタネとなり、高級紙や大衆紙にも大きく取り上げられた。1990年代前半からイギリスの権威ある美術賞、ターナー賞などもこれらの作家が席巻し、チャンネル4の授賞式典中継でこれらの作家たちはイギリスの茶の間にも知られる顔となった。
YBAsの効果は、沈滞していたイギリスの美術界に刺激を与え、セイディー・コールズ・HQ、ヴィクトリア・ミロ、ホワイトキューブ、インターリムアート、アントニー・ウィルキンソン・ギャラリーなど、新しい世代が経営する多くの現代美術ギャラリーや美術商が登場することに繋がった。美術雑誌もこうした作家の特集や新進ギャラリーからの広告費で潤い、イギリス美術界やメディアがYBAsに続く美術家発掘に熱中し、ハーストらはイギリスだけでなくヨーロッパやアメリカでも名声を確立した。
YBAsのアーティストたちはショッキングな作品を多く展示し、ダミアン・ハーストの鮫や動物のホルマリン漬けや、トレイシー・エミンのコンドームやタバコが散らかったベッドを用いた作品が代表的である。こうした作品はしばしばメディアで攻撃されたが、かえって有名となっていった。

## センセーション
1997年9月18日から12月28日にかけて、美術界の保守派の牙城とも言われていたロイヤル・アカデミー・オブ・アーツはサーチ・コレクションをもとに、若いイギリスの美術家を概観する展覧会、『センセーション』を開催した。これはアカデミー会員であったキュレーターのノーマン・ローゼンタールの影響によって実現したが、アカデミー内には強い反対意見も存在し、会員3人がこれを機にアカデミーを脱退している。
『センセーション』展は、その過激さから、美術界からタブロイド紙に至るまでを騒然とさせ、賞賛の意見から、「これのどこが芸術か」といった否定的意見、動物の死体を使ったり犯罪者を題材にした作品に対する論争なども起こした。特に、マーカス・ハーヴェイの『マイラ』は、イングランド北部の連続男児誘拐殺人事件の主犯であるマイラ・ヒンドリーの肖像を描いたもので、被害者遺族や世論の反発を呼び、会期中に襲撃され損傷した。展覧会は1999年にかけてベルリンとニューヨークへ巡回したが、当初巡回予定だったオーストラリアでは展覧会の開催自体が拒否された。ニューヨークではクリス・オフィリのゾウの糞や黒人女性のヌード写真をコラージュした聖母マリアの肖像『ホーリー・ヴァージン・マリー』（1996年）がルドルフ・ジュリアーニ市長の逆鱗に触れて訴訟問題となった。これがヤング・ブリティッシュ・アーティストのブームの1つの頂点である。
2000年代には彼らの活動も一段落したが、彼らの活動には賛否両論がある。こうしたコンセプチュアル・アート作品が巨額で取引されるようになった現状に対する一般人からの批判は相変わらずであり、美術界にもこうした美術家ばかりが取り上げられたりゴシップのネタとして派手に扱われることへの批判もある。しかし、これをきっかけにイギリスの美術界への関心は高まり、美術商やコレクターは現代美術家にも関心を向けるようになった。イギリスからは次々と若い美術家が現れるようになり、アートスクールは世界から留学生を集めるようになっている。
前述のクリス・オフィリをはじめ、スティーヴ・マックィーン、インカ・ショニバレらのブリティッシュ・ブラック・アートの作家たちも、ヤング・ブリティッシュ・アーティストとして認識されている。